# Helicteres pilgeri
Helicteres pilgeri är en malvaväxtart som beskrevs av R. E. Fries. Helicteres pilgeri ingår i släktet Helicteres och familjen malvaväxter. Inga underarter finns listade i Catalogue of Life.